# Kokopelli (ассоциация)
Ассоциация Kokopelli это некоммерческая организация, основанная во Франции с небольшими независимыми отделениями в Италии, Англии, Бельгии, Германии и Бразилии. Она была создана в 1999 году группой людей, вовлеченных с 1987 года в защиту биоразнообразия, лекарственных растений и производства органических семян.
Эта же группа создала и запустила между 1991 и 1998 годами ботанические сады La Mhotte и Terre de Semences в Оверни, Франция, где сотни старинных сортов были выращены на семена на 12 гектарах земли при помощи 45 людей, проходящих процесс социальной реабилитации.
Во Франции, ассоциация Kokopelli организовала сеть органических производителей семян, которые выращивают семена 900 старинных сортов, продаваемых по всей Европе. Большее количество сортов свободно доступно для участников, кто после присоединения адаптирует один или более сортов и предоставляют их другим. В организации сейчас около 6000 участников.
Изначально ассоциация Kokopelli была вовлечена в продовольственную безопасность и поддержку устойчивого органического земледелия в странах третьего мира. Был также запущен дочерний проект, семенной фонд Kokopelli.

## Проекты
- Раздача семян. 150,000 пакетиков органических семян были розданы в 2001 и 2002. В 2002 они запустили кампанию «Semences sans Frontières» (семена без границ, приглашая участников выращивать семена в их собственном огороде для отправки в страны, крайне нуждающиеся в хороших органических семенах. Это дополнялось закупкой органических семян от сети органических производителей за счёт членских взносов.
- Семинары по производству семян. На протяжении последних лет, такие семинары проводились с фермерами в Индии, Шри-Ланке, Нигере, Сенегале, Буркина Фасо, Мексике и Гватемале.
- Семенные банки и семенные сети. В различных странах, где они проводили семинары, они оказывали помощь по организации местных банков семян и сетей семян. Наиболее успешным из них стал семенной центр Annadana в южной Индии, семенной банк, окружённый семенными садами.